# كريستوفر ونايت (كاتب)
كريستوفر ونايت (بالإنجليزية: Christopher Knight)‏ هو كاتب بريطاني، ولد في 23 نوفمبر 1950.